# Straduń
Straduń (niem. Straduhn) – wieś w Polsce, położona w województwie wielkopolskim, w powiecie czarnkowsko-trzcianeckim, w gminie Trzcianka.

## Historia wsi

### Ogólne informacje
W latach 1975–1998 miejscowość administracyjnie należała do województwa pilskiego.
Najstarsza wzmianka o wsi pochodzi z 1532 roku. Początkowo nazywała się Stradom. W 1629 r. sołtysem wsi był Kirstanus, który jednocześnie pełnił funkcję sołtysa we wsiach Trzcianka i Rychlik. W 1715 r. w Stradomiu mieszkało trzech wolnych kmieci. Pod koniec XVIII wieku wieś zamieszkiwało siedemnastu wolnych chłopów oraz siedmiu chałupników.

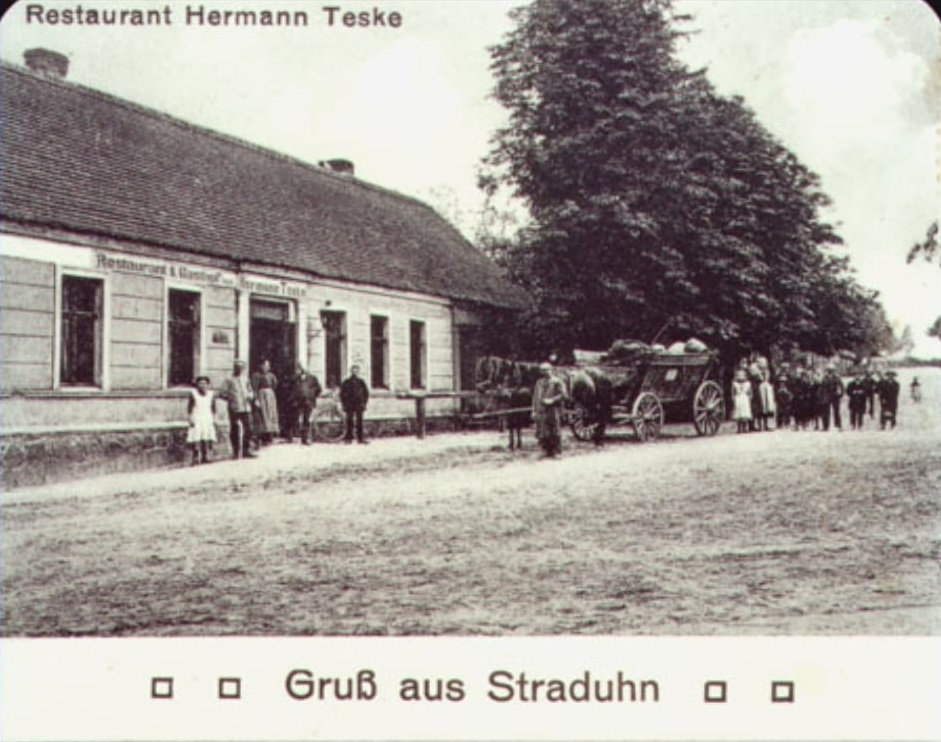
Restauracja Hermana Teske (1925)

W latach 1738–1755 właścicielem miejscowości oraz okolicznych miejscowości był Stanisław Poniatowski. W 1755 r. Straduń zmienił właściciela, stał się nim Józef Lasocki, herbu Dołęga. W wyniku I rozbioru Polski stał się pruską wsią. W 1945 r. trafił ponownie w granice Polski. Niemieckich mieszkańców zastąpili polscy osadnicy, głównie z byłych wschodnich województw Polski oraz województw: krakowskiego, rzeszowskiego i poznańskiego. 
Wypoczynkowe i turystyczne uroki Stradunia zostały docenione już na początku ubiegłego stulecia. Wówczas zaczęli pojawiać się w tych stronach pierwsi letnicy.

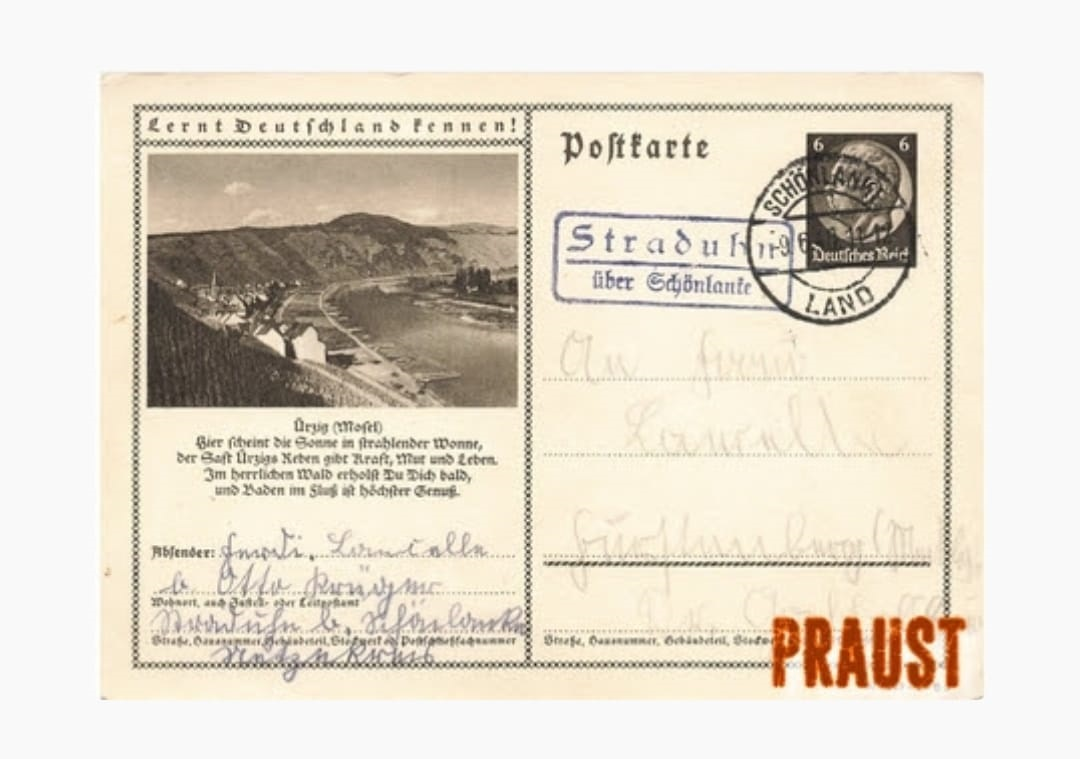
Pocztówka z pieczęcią miejscowości Straduń

### Kościół w Straduniu

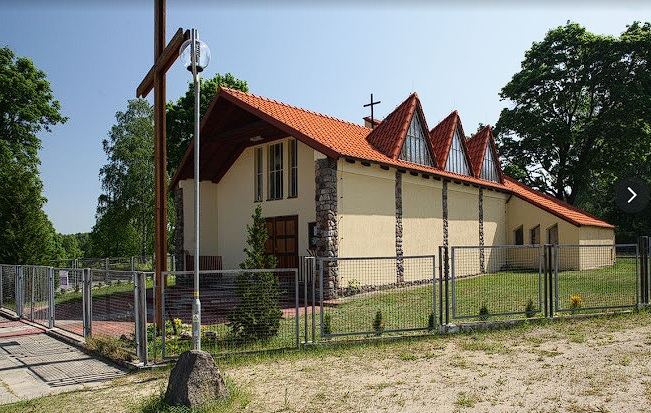
Kościół pw św MB Saletyńskiej w Straduniu

Dzięki Janowi Kopczy który w darowiznie dał ziemie w 1985 r. w Straduniu stanęła kaplica pw. Matki Bożej Saletyńskiej jako filia parafii pw. Matki Bożej Saletyńskiej w Trzciance. Każdego roku 25 lipca we wsi odbywa się msza, połączona ze święceniem pojazdów mechanicznych oraz festyn poświęcony patronowi kierowców, św. Krzysztofowi.

### Dawna szkoła
Obecnie na końcu ulicy kurpiowskiej obok sali wiejskiej można zaobserwować dawną szkołę, która kiedyś funkcjonowała. obecnie zamieszkuje jeden z obywateli wsi.

### Dawna remiza oraz przystanek autobusowy
Dawniej w Straduniu znajdowała się remiza straży pożarnej obok obecnego przystanku autobusowego, który przestał pełnić swoją rolę w 2020 roku po otwarciu drogi, która uniemożliwiła dojazd autobusu pod przystanek. od tamtego czasu na drodze namalowano znaki poziome mające wyznaczać alternatywne miejsce postoju autobusu.

### Wielki dąb

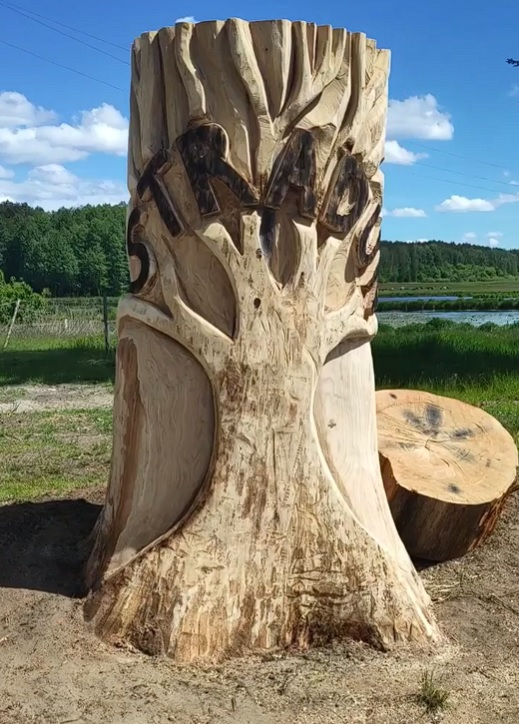
„Wielki Dąb”

W 2018 roku przez uderzenie pioruna doszło do zniszczenia wielkiego dębu w centrum wsi obok kapliczki Matki Boskiej. W tym miejscu pozostał pomnik po ważnym drzewie dla mieszkańców w postaci pniaka z wyrzeźbioną sylwetką drzewa i nazwą wsi. na jego przekroju poprzecznym zaznaczono wszystkie ważne daty i wydarzenia związane z nimi, aby uwidocznić jak wiele przetrwał ten dąb łącznie z II wojną światową.

### Cmentarz
We wsi jest Cmentarz Ewangelicki z ll połowy XIX wieku upamiętniony w 2016 roku wielkim kamieniem przekazanym od ówczesnego Nadleśniczego Nadleśnictwa Trzcianka Romana Bartola i tablicą informacyjną. na cmentarzu pochowani są Niemcy polegli na tych terenach podczas drugiej wojny światowej na tych terenach.

### Pochówek rytualny
W czerwcu 1995 gospodarz Zbigniew Załęski metr pod narożnikiem domu mieszkalnego odkrył zabytek archeologiczny: dwa naczynia z kośćmi krów. Badania wykazały, że był to pochówek rytualny związany z grupą zachodnią ludności amfor kulistych (środkowa lub późna faza rozwoju tej grupy, a więc około 4600-5000 lat temu). Na pochówek składały się dwa naczynia: amfora kulista o wysokości 18,5 cm (zdobiona nakłuciami wykonanymi piórem lub trzciną oraz stempelkami drewienkiem)  i naczynie szerokootworowe wysokości 19 cm zdobione odciskami paznokci garncarza. Zawartość stanowiły kości krowie (jednej lub kilku sztuk bydła).

## Sport i Turystyka
Straduń jest wsią letniskową. Miejscowość chętnie odwiedzają turyści z dużych miast, m.in. z Poznania, Warszawy oraz Wrocławia.
W Straduniu znajdują się pensjonaty oraz gospodarstwa agroturystyczne. Szczególną popularnością wśród wielkomiejskich kolonii i innych wycieczek cieszy się ośrodek wypoczynkowy January.

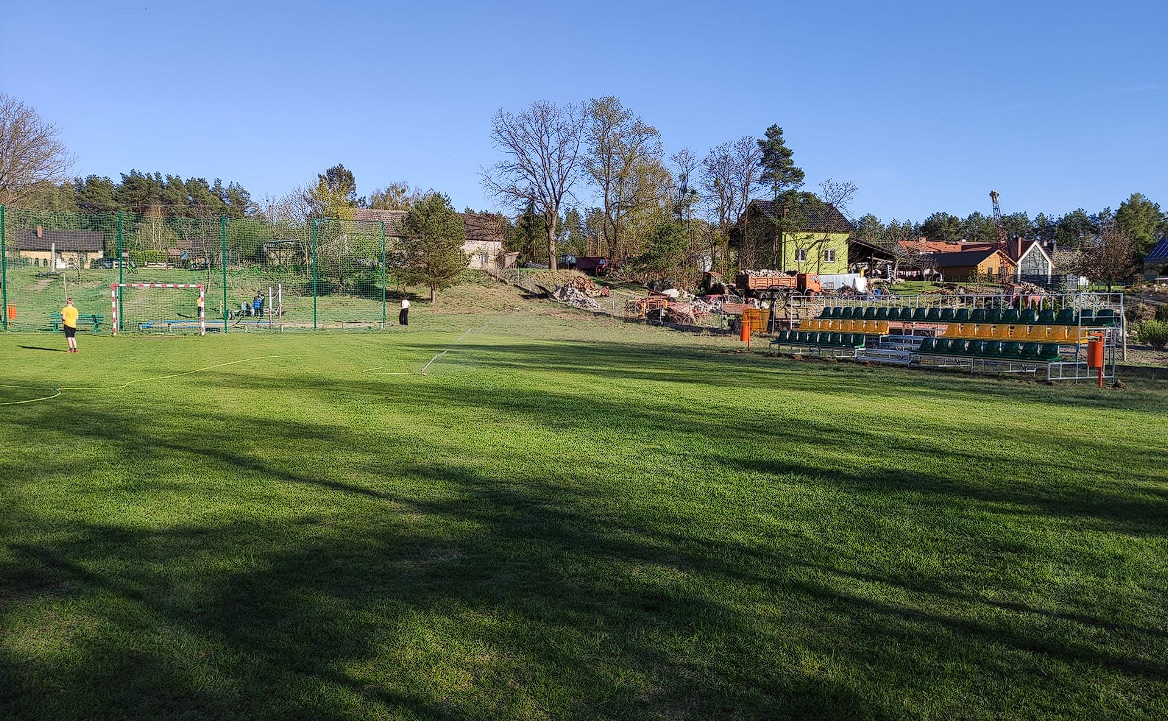
Nowe boisko do piłki nożnej

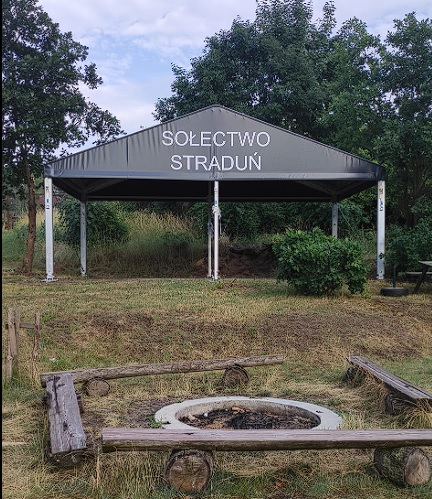
Nowa zadaszona wiata w Straduniu

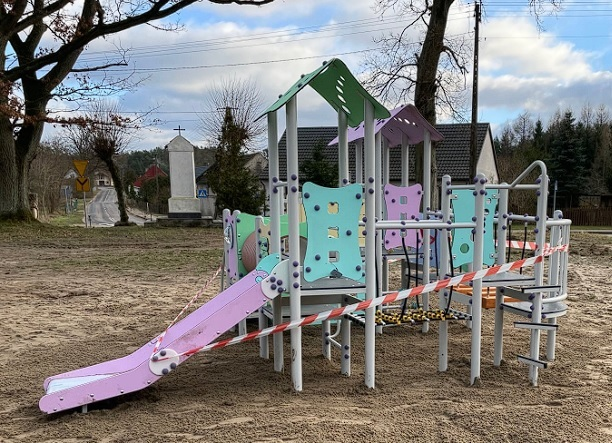
Plac zabaw w Straduniu

### drogi
- Odcinek Trzcianka-Straduń[19] – drogę otwarto 12 stycznia 2017 roku ma ona szeroką jezdnię ze ścieżką pieszo – rowerową o znakomitych walorach krajobrazowych. Ścieżka ma 3,6 kilometra i przyciąga codziennie dziesiątki turystów z Trzcianki i okolic. Droga jest położona wzdłuż jeziora Długiego[20].
- Odcinek Straduń-Smolarnia[21] – jego budowa została ukończona w styczniu 2020 roku jednak władze Miasta i Gminy Trzcianka zdecydowały się na oficjalne otwarcie zwieńczone rajdem dopiero 26 września 2020 roku. droga jest położona wzdłuż jeziora Straduńskiego. wokoło niej znajdują się liczne lasy oraz pola i bagna, co czyni ją niezwykle atrakcyjną[22][23].
- Odcinek Smolarnia-Droga wojewódzka nr.180[24] – nie jest on bezpośrednio podległy terenom wsi Straduń, jednak jest on integralną częścią pętli turystycznej:(Trzcianka, Straduń, Smolarnia, Trzcianka). w następnych latach pętla ma powiększyć się o drugą największą wieś Gminy Trzcianka, czyli Siedlisko. Droga posiada ścieżkę pieszo rowerową[25].

#### Aleja Trzcianecka
26 marca 2023 roku ujednolicono trzy powyższe odcinki dróg nazywając je Aleją trzcianecką. droga ta jest jedną z dłuższych ulic w Gminie Trzcianka, ma ona długość 10,2km..

### szlaki turystyczne
- pieszy – szlak żółty
- rowerowy – szlak czerwony

### Inne atrakcje
w pobliżu Stradunia, a dokładniej jego integralnej części – Straduński Młyn znajdują się liczne interesujące lokacje:
- Czarci szczyt (97,1 m n.p.m.)[27]
- Przełom rzeki Kamionka – Dzięciołek[28]
- Wzgórza Anichybirajskie[29]
- Ruiny Domostwa Rybaka[30]
- Ruiny młyna wodnego[31]
- Dolina Siedmiu Źródeł – Źródło Życia[32]

W okolicy wsi znajduje się również, jest ono położone 4km od wsi w kierunku Przyłęgu. Innym ciekawym miejscem wartym uwagi jest wyspa położona ok. 300m za gospodarstwem w Smolarach, które są integralną częścią wsi.  Przez centralną część wioski przepływa rzeka Bukówka.

### Sport, rekreacja, kultura
We wsi znajdują się dwa boiska do piłki nożnej. Jezioro Straduńskie jest oraz innych urządzeń i sportów wodnych.
W Straduniu znajduje się stacja pomiaru lustra wody i wód głębinowych, która należy do Instytutu Hydrogeologii w Warszawie. Regularnie badane są wody pobierane z wybudowanych trzech studni głębinowych (od 200 do 600 metrów).
Straduń leży między dwoma jeziorami, Straduńskim i Długim, nad Bukówką, około 6 km na zachód od Trzcianki.

### Sportowcy
Ze Stradunia pochodzi Jakub Stepun - Mistrz Polski, Europy i Świata w kajakarstwie, nominowany do Igrzysk Olimpijskich.

## Sołtysi
- Obszarski: 2000 – 2015
- Brygida Topola: 2015 – 2019
- Wojciech Kapela: 2019 – 2024
- Monika Piotrowska: wybrana w 2024[38]

## Lasy
W Straduniu znajduje się łącznik trzech jednostek terytorialnych Lasów Państwowych, które się tutaj krzyżują: (leśnictwo Ogorzałe, leśnictwo Pańska łaska, leśnictwo Rychlik)
Na terenach wsi znajdują się drogi leśne, udostępnione do ruchu publicznego.
Przy centralnej ulicy wsi rosną stare, kilkusetletnie dęby, które są wizytówką wsi.
W pobliżu wsi rosną jałowce pospolite, które są pomnikami przyrody. wzdłuż Alei Trzcianeckiej w centrum wsi dominują kilkusetletnie dorodne dęby. za stacją badawczą wód znajduje się dawny Cmentarz Ewangelicki z ll połowy XIX wieku, w którym dominuje skład gatunkowy świerkowo, klono-jaworowy z małą domieszką żywotnika w podszycie oraz dużym udziałem konwalii w runie.

## Części Stradunia poza wsią
Integralne części wsi Straduń
| SIMC    | Nazwa           | Rodzaj    |
| ------- | --------------- | --------- |
| 0530577 | Gintorowo       | część wsi |
| 0530583 | Smolary         | część wsi |
| 1005637 | Straduński Młyn | część wsi |
| 0530548 | Przyłęg         | część wsi |

W 2010 roku granice miasta Trzcianka zostały zbliżone w stronę wsi Straduń tak, aby teren miasta wchłonął zakład „Joskin”  ulicy Gorzowskiej.  Przez te działania Granice terytorialne Trzcianki znajdują się zaledwie 1 kilometr do Stradunia.